# Listă de vehicule Chevrolet
 Aceasta este o listă a tuturor vehiculelor produse de Chevrolet:
- 150 (1953-1957)
- 210 (1953-1957)
- 3100 Camion 1/2 tone
- 3600 Camion 3/4 tone
- 3800 Camion 1 tonă
- 4100 Camion 1 1/2 tone
- 4400 Camion 1 1/2 tone
- 5100 Camion
- 5400 Camion
- 5700 Camion
- 6100 Camion 2 tone
- 6400 Camion 2 tone
- 6700 Autobuz pentru școlari
- C/K1500 pickup
- C/K2500 pickup
- C/K3500 pickup
- C/K1500 Suburban
- C/K2500 Suburban
- Apache (1958-1959)
- Astro (1985–2005)
- Avalanche (2002–prezent)
- Aveo (2003–prezent, modelat după Daewoo Kalos)
- Aveo (2006–prezent, modelat după Daewoo Gentra)
- Beauville (1970-1995)
- Bel Air (1953-1975)
- Biscayne (1958-1972)
- Bison (1977–1988)
- Blazer (1969–2005)
- Bonanza
- Bonaventure
- Brookwood (1958-1961, 1969–1972)
- Bruin (1978–1988)
- Camaro (1967–2002) (2009)
- Cameo Carrier (1955–1958)
- Caprice (1965–1996, piața Nord-Americană)
- Captiva (2007–prezent)
- Cavalier (1982–2005)
- Celebrity {1982-1990}
- Chevelle (1964–1977)
- Chevy II (1962–1968)
- Citation (1980-1985)
- Cobalt (2005–prezent)
- Colorado (2004–prezent)
- Corsica (1987–1996)
- Corvair (1960–1969)
- Corvair Greenbrier (camionetă) (1960–1965)
- Corvette (1953–prezent)
- El Camino (1959 - 1987)
- Equinox (2004–prezent) — a înlocuit Chevrolet Blazer și Chevrolet Tracker
- Express (1997–prezent)
- Gentleman Jim
- HHR (2006–prezent)
- Impala (1958–1985, 1994–1996, 2000–prezent)
- Kingswood (1959-1960, 1969-1972)
- Kingswood Estate (1969-1972)
- Kodiak (1980-prezent)
- Lacetti
- Lanos
- Lumina (1990–2001)
- Malibu (1964–1983, 1997—prezent)
- Metro (1998–2001)
- Montana
- Monte Carlo (1970–1988, 1995–2007)
- Monza (1975-1980)
- Nomad
- Nova (1962–1979, 1984-1988)
- Niva (2002–prezent)
- Nubira (2003-prezent)
- Omega
- Optra (2003-present) (Disponibil la Canada)
- Opala (1969-1992) (Primul vehicul din Brazilia)
- Outdoorsman
- Parkwood (1959-1961)
- Prizm (1998–2002)
- Silverado (1999–prezent)
- Sprint (1985–1988)
- SSR (2004–2006)
- Suburban (1936–prezent)
- S-10 (1982–2003)
- SS
- Tahoe (1994–prezent)
- Titan (1968–1988)
- Townsman (1953-1957, 1969-1972)
- TrailBlazer (2002–prezent) — a înlocuit Chevrolet Blazer
- Tracker (1998–2004)
- Uplander (2005–2008)
- Vectra
- Vega (1970-1977)
- Viva (2004-)
- Venture (1997–2005)
- Yeoman (1958)